# Skiktdyna
Skiktdyna (Daldinia loculata) är en svampart som först beskrevs av Joseph-Henri Léveillé, och fick sitt nu gällande namn av Pier Andrea Saccardo 1882. Skiktdyna ingår i släktet Daldinia och familjen kolkärnsvampar.  Arten är reproducerande i Sverige. Inga underarter finns listade i Catalogue of Life.